# Rue du Bastion
La rue du Bastion se situe dans le 17e arrondissement de Paris, entre la rue Mstislav-Rostropovitch et la rue André-Suarès. 

## Situation et accès
Initialement, cette rue était dénommée « rue Mstislav-Rostropovitch », nom donné désormais à la rue située dans son prolongement, jusqu'à la rue Cardinet. Elle passe entre les voies de chemins de fer de la gare Saint-Lazare et longe le mur de bastion no 44 situé derrière les Ateliers Berthier jusqu'à la porte de Clichy au niveau du parvis Robert-Badinter.
Ce site est desservi par les lignes 13 et 14 à la station de métro Porte de Clichy. La rue est aussi desservie par la ligne T3b du tramway.

## Origine du nom

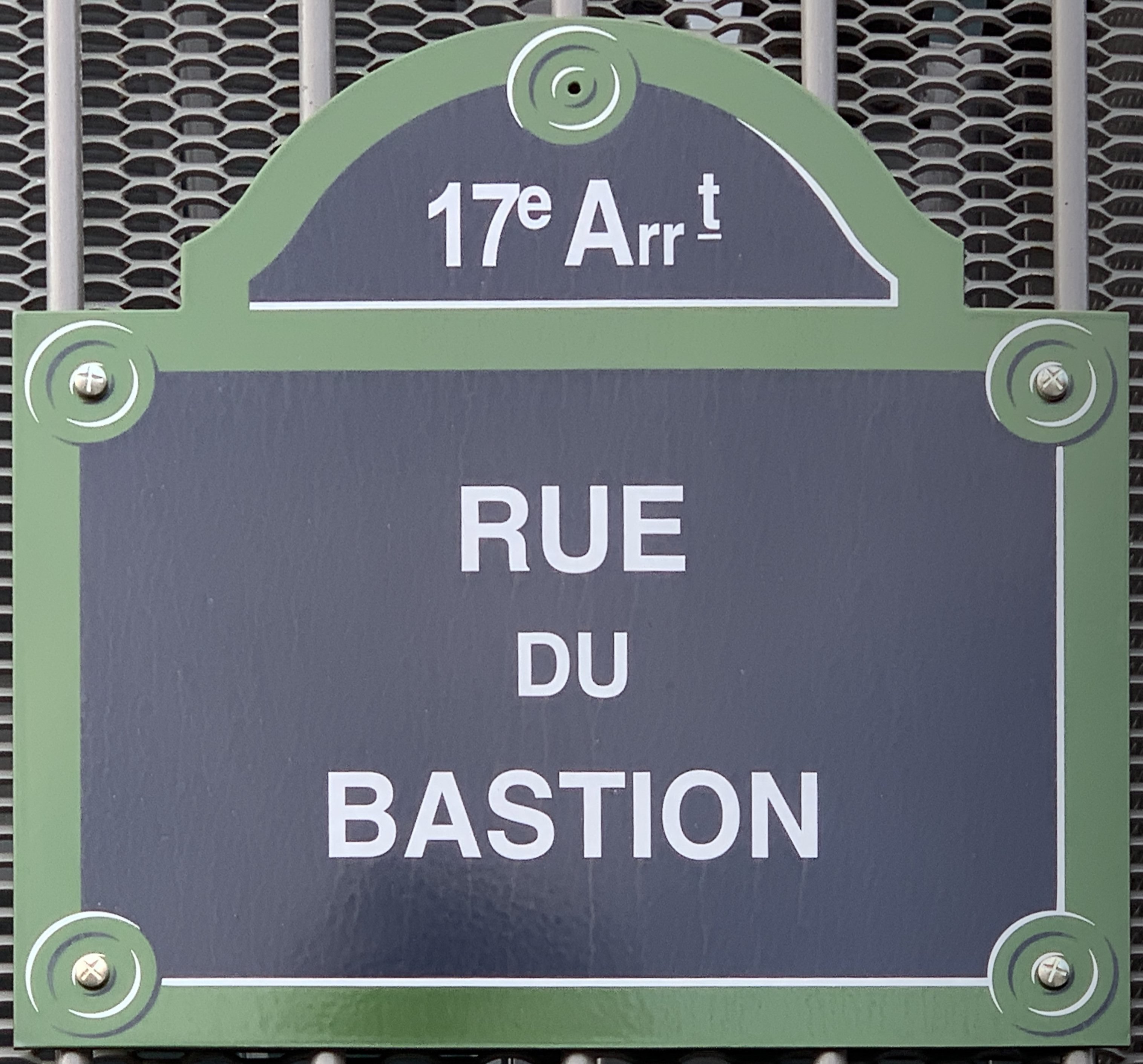
Plaque de la rue.

Cette artère est dénommée « rue du Bastion » afin de rappeler les vestiges de l’enceinte de Thiers.

## Historique
Cette rue, qui est sur l'emplacement du bastion no 44 de l'enceinte de Thiers, rassemble initialement deux tronçons créés dans le cadre de la ZAC Clichy-Batignolles : le premier en 2013, au nord, sous l'appellation provisoire de « voie BW/17 » entre la rue André-Suarès et le boulevard Berthier, et le second en 2014, au sud, sous l'appellation provisoire de « voie CJ/17 » entre le boulevard Berthier et la rue Cardinet.
En juin 2013, la Mairie de Paris dénomme la partie nord « rue Mstislav-Rostropovitch ».
En février 2016, les deux tronçons sont reliés par la construction d'un pont de 40 mètres enjambant le boulevard Berthier. La rue est alors connectée à ce boulevard via l'allée Colette-Heilbronner.
En juin 2016, la Mairie de Paris dénomme la partie sud, parfois nommée « voie nord-sud », du même nom. La partie nord (jusqu'à la rue André-Suarès) est alors rebaptisée « rue du Bastion ».

## Bâtiments remarquables et lieux de mémoire
- Le mur de bastion no 44 situé derrière les Ateliers Berthier.
- Le Bastion, immeuble de la DRPJ de Paris (au sein de la Cité judiciaire de Paris) au 36 de la rue en remplacement et commémoration du no 36, quai des Orfèvres[6]. Côté boulevard Berthier, une voie souterraine située sous la rue permet à la DRPJ d'être directement connectée au boulevard[7].